# Thái Bình Thiên Quốc (phim truyền hình Hồng Kông)
Thái Bình Thiên Quốc (tên tiếng Hoa: 太平天國; tên tiếng Anh: Twilight of a Nation; tên khác: Taiping Heavenly Kingdom) là bộ phim truyền hình Hong Kong dựa trên những sự kiện của Thái Bình Thiên Quốc vào cuối thời Nhà Thanh trong lịch sử Trung Quốc. Phim dài 45 tập, do Tiêu Sanh làm giám chế, được phát sóng lần đầu trên TVB ở Hong Kong vào tháng 11 năm 1988. Phim được phát lại trên TVB vào năm 1996. Bài hát chủ đề và những bài hát trong phim do La Văn trình bày.

## Cốt truyện
Vào cuối thời Nhà Thanh, chính quyền phong kiến thối nát vì tham nhũng, còn các thế lực ngoại bang hăm doạ thôn tính Trung Hoa. Hồng Tú Toàn, một nho sinh sinh ra trong gia đình người Hakka nghèo, tham dự kì thi Trạng nguyên với hi vọng được ra làm quan giúp gia đình. Thi trượt hết lần này đến lần khác, ông bị trầm cảm nặng cho đến khi gia nhập Thiên Địa hội. Một ngày nọ, ông nằm mơ thấy mình được mặc khải, là em trai của Jesus và có nhiệm vụ phải tiêu diệt bọn Thanh yêu. Sau khi tập hợp một số người ủng hộ, Hồng Tú Toàn lập ra hội Bái Thượng đế, và dẫn dắt hội của mình đứng lên khởi nghĩa chống lại triều đình và lập ra Thái Bình Thiên Quốc.

## Diễn viên

### Quân khởi nghĩa
| Diễn viên        | Trong vai       |
| Lữ Lương Vỹ      | Hồng Tú Toàn    |
| Hoàng Nhật Hoa   | Dương Tú Thanh  |
| Lý Quốc Lân      | Phùng Vân Sơn   |
| Lưu Thanh Vân    | Tiêu Triều Quý  |
| Trần Vinh Tuấn   | Vi Xương Huy    |
| Lê Hán Trì       | Thạch Đạt Khai  |
| Quách Phú Thành  | Tần Nhật Cương  |
| Âu Thuỵ Vỹ       | Lý Tú Thành     |
| Lý Diệu Kính     | Trần Ngọc Thành |
| Lương Khiết Hoa  | Tô Phượng       |
| Đặng Tụy Văn     | Hàn Bảo Anh     |
| Mao Thuấn Quân   | Diệp Linh       |
| Trần Mẫn Nhi     | Hồng Tuyên Kiều |
| Thương Thiên Nga | Đỗ Huệ Trinh    |
| Dung Huệ Văn     | Lại Thục Quyên  |
| Thái Gia Lợi     | Phó Thiện Tường |
| Đào Đại Vũ       | Lý Chiêu Thọ    |
| Bạch Văn Bưu     | Mông Đắc Ân     |
| Chu Thiết Hoà    | La Đại Cương    |
| Vương Mẫn Minh   | Diễm Phù Dung   |
| Lương Hồng Hoa   | Hồng Nhân Phát  |
| Tuấn Hùng        | Hồng Nhân Trung |
| Mã Trung Đức     | Lại Trung       |
| Hà Quý Lâm       | Miêu Bội Lâm    |

### Quân triều đình
| Diễn viên         | Trong vai          |
| Lưu Giang         | Tăng Quốc Phiên    |
| Hoàng Doãn Tài    | Lý Hồng Chương     |
| Âu Dương Chấn Hoa | Tăng Quốc Thuyên   |
| Khu Vĩ Lân        | Tả Tông Đường      |
| Trương Anh Tài    | Đạo Quang          |
| Bành Văn Kiên     | Hàm Phong          |
| Hàn Mã Lợi        | Ý quý phi          |
| Bào Phương        | Lâm Tắc Từ         |
| Giang Nghị        | Kỳ Anh             |
| Diệp Thiên Hành   | Triệu Sùng Niên    |
| Ngải Uy           | Giang Trung Nguyên |
| Trần Địch Khắc    | Hướng Vinh         |
| Mạch Tử Vân       | Trương Chiêu       |
| Phùng Quốc        | Điền Phương        |
| Khu Nhạc          | Kỳ Thiện           |
| Mạch Hạo Vi       | Dịch Sơn           |
| Quan Hải Sơn      | Thi viên ngoại     |